# Vellalur
Vellalur é uma panchayat (vila) no distrito de Coimbatore, no estado indiano de Tamil Nadu.

## Demografia
Segundo o censo de 2001, Vellalur tinha uma população de 17,294 habitantes. Os indivíduos do sexo masculino constituem 50% da população e os do sexo feminino 50%. Vellalur tem uma taxa de literacia de 64%, superior à média nacional de 59.5%: a literacia no sexo masculino é de 70% e no sexo feminino é de 59%. Em Vellalur, 8% da população está abaixo dos 6 anos de idade.